# O Berço Imperfeito (curta-metragem)

O Berço Imperfeito é um filme português realizado por Mário Ventura, com Tiago Moreira e Joana Africano. É a primeira curta-metragem de ficção do realizador. 

## Sinopse
O filme retrata a relação entre dois amigos de infância agora na adolescência, uma história de cumplicidade que se cruza com a descoberta de novos sentimentos. É um jogo na procura de emoções e sensações que tentam ser alcançadas através das palavras. Os olhares inseguros durante os diálogos intensificam-se quando a palavra fica ausente após a tentativa de um beijo. A amizade entre os dois começa a transformar-se em algo que lhes é desconhecido e começam a descobrir nos silêncios de cada um aquilo que sentem. 

## Guimarães 2012 - Capital Europeia da Cultura
A realização deste filme é resultado da selecção do argumento que participou no concurso público "Curtas Novais Teixeira" no âmbito de Guimarães 2012 - Capital Europeia da Cultura. O concurso foi destinado a primeiras obras de jovens cineastas nacionais. O projecto integrou a programação de produção de cinema de Guimarães 2012 - CEC. 

## Prémios e Nomeações
Na edição de 2014 do iChill Manila International Film Fest (Filipinas), o filme recebeu nomeações para "Melhor Filme" e "Melhor Realizador". Já em 2015 a curta-metragem coleccionou cinco prémios; o "Prémio Excelência" no San Francisco Film Awards (E.U.A.) e o "Prémio de Mérito" no The IndieFEST Film Awards (E.U.A.), ambos na categoria das temáticas relacionadas com a deficiência. Participou no Best Shorts Competition (E.U.A.) onde foram concedidos três "Prémios de Excelência" para as categorias de realização, direcção de fotografia e interpretação principal. Mais recentemente venceu também o prémio de "Melhor Montagem" no Ouchy Film Awards (Suíça). 

## Presença em Festivais
| País                 | Ano  | Festival                                     | Secção do Festival - Categoria       |
| -------------------- | ---- | -------------------------------------------- | ------------------------------------ |
| Portugal             | 2013 | IndieLisboa                                  | Sessão Especial - Estreia            |
| Portugal             | 2013 | Festival Experimental Jet Set                | Mostra - Capital Europeia da Cultura |
| Brasil               | 2014 | CINEPORT                                     | Mostra - Filmes Portugueses          |
| Portugal             | 2014 | Festival de Cinema de Avanca                 | Panorama do Cinema Português         |
| Portugal             | 2014 | FARCUME                                      | Selecção Oficial - Ficção            |
| Índia                | 2014 | Pune Short Film Festival                     | Selecção Oficial - Ficção            |
| Filipinas            | 2014 | iChill Manila International Film Fest        | Selecção Oficial - Curta-Metragem    |
| Portugal             | 2015 | Mostra de Cinema de Jovens Realizadores      | Mostra Nacional                      |
| Estados Unidos       | 2015 | Richmond Diversity Film Festival             | Selecção Oficial - Curta-Metragem    |
| França               | 2015 | Festival International Entr'2 Marches        | Selecção Oficial - Curta-Metragem    |
| Bósnia e Herzegovina | 2015 | Filmski Festival o Osobama sa Invaliditetom  | Mostra Internacional                 |
| Sérvia               | 2015 | International Film Festival "Seize the Film" | Selecção Oficial                     |
| Nicarágua            | 2015 | Muestra de Cine Iberoamericano Nicaragua     | Mostra Internacional                 |
| Bélgica              | 2015 | The Extraordinary Film Festival              | Selecção Oficial                     |
| Marrocos             | 2016 | Festival Handifilm de Rabat                  | Mostra - Secção Panorama             |